# 児玉勇二
児玉 勇二（こだま ゆうじ、1943年 - ）は、日本の弁護士。DCI日本支部の代表を標榜している。

## 略歴
1968年中央大学法学部を卒業し、1971年より裁判官、1973年に弁護士登録。
立教大学非常勤講師などを勤めた。

## 著作
- 『知的・発達障害児者の人権―差別・虐待・人権侵害事件の裁判から』 現代書館、2014年10月
- 『子どもの人権ルネッサンス』 明石書店、1995年8月
- 『性教育裁判〜七生養護学校事件が残したもの〜』 岩波ブックレット、2009年9月